# Diloba
Diloba là một chi bướm đêm thuộc họ Noctuidae. Đây là chi duy nhất của phân họ Dilobinae.

## Hình ảnh

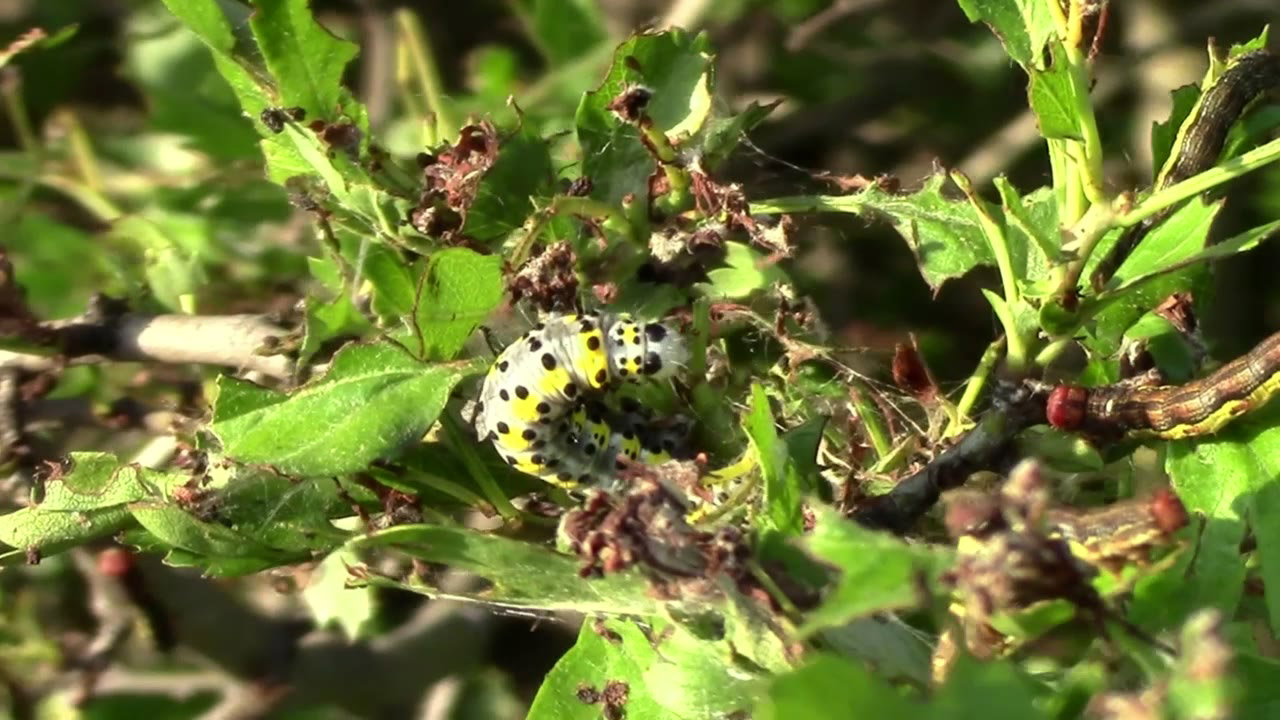

## Loài
- Diloba caeruleocephala – Figure of Eight Moth Linnaeus, 1758